# Namora
Namora es una localidad situada en el distrito homónimo, en la provincia de Cajamarca, departamento de Cajamarca, Perú. Según el censo de 2017, tiene una población de 1720 habitantes.
Es también la capital del distrito.
Está ubicada a una altitud de 2767 m s. n. m.

## Clima
| Parámetros climáticos promedio de Namora | Parámetros climáticos promedio de Namora | Parámetros climáticos promedio de Namora | Parámetros climáticos promedio de Namora | Parámetros climáticos promedio de Namora | Parámetros climáticos promedio de Namora | Parámetros climáticos promedio de Namora | Parámetros climáticos promedio de Namora | Parámetros climáticos promedio de Namora | Parámetros climáticos promedio de Namora | Parámetros climáticos promedio de Namora | Parámetros climáticos promedio de Namora | Parámetros climáticos promedio de Namora | Parámetros climáticos promedio de Namora |
| Mes                                      | Ene.                                     | Feb.                                     | Mar.                                     | Abr.                                     | May.                                     | Jun.                                     | Jul.                                     | Ago.                                     | Sep.                                     | Oct.                                     | Nov.                                     | Dic.                                     | Anual                                    |
| ---------------------------------------- | ---------------------------------------- | ---------------------------------------- | ---------------------------------------- | ---------------------------------------- | ---------------------------------------- | ---------------------------------------- | ---------------------------------------- | ---------------------------------------- | ---------------------------------------- | ---------------------------------------- | ---------------------------------------- | ---------------------------------------- | ---------------------------------------- |
| Temp. máx. media (°C)                    | 21                                       | 20.1                                     | 20.1                                     | 20.2                                     | 21                                       | 21.1                                     | 21.1                                     | 21.1                                     | 21                                       | 21.1                                     | 21.2                                     | 21.2                                     | 20.9                                     |
| Temp. media (°C)                         | 14.2                                     | 13.4                                     | 13.4                                     | 13.4                                     | 12.9                                     | 11.9                                     | 11.9                                     | 12.4                                     | 12.9                                     | 13.7                                     | 13.4                                     | 13.6                                     | 13.1                                     |
| Temp. mín. media (°C)                    | 7.5                                      | 6.8                                      | 6.8                                      | 6.7                                      | 4.8                                      | 2.8                                      | 2.8                                      | 3.7                                      | 4.8                                      | 6.4                                      | 5.7                                      | 6                                        | 5.4                                      |
| Fuente: climate-data.org                 |                                          |                                          |                                          |                                          |                                          |                                          |                                          |                                          |                                          |                                          |                                          |                                          |                                          |